# Arne Bro
Arne Bro (født 4. marts 1953 på Frederiksberg) er uddannet filminstruktør fra Den Danske Filmskole. Arne Bro er teoretiker og aktiv kulturpolitisk debattør inden for film og specielt dokumentarfilm. Han har arbejdet som instruktør, redaktør, producer og er nu leder af Den Danske Filmskoles dokumentariske linje. Han er far til Sara Bro.

## Filmografi
- Motivation (Anne Wivel, Arne Bro, DK, 1983): Instruktør / Manus. (Robert 1984 – Årets korte dokumentarfilm).
- De tavse piger (Anne Wivel, Arne Bro, DK, 1985): Instruktør / Manus. (Robert 1986 – Årets korte dokumentarfilm).
- Søren Kierkegaard (Anne Wivel, DK, 1994) : Sagkyndig.
- Nede på jorden – en rigtig historie af Max Kestner (Max Kestner, DK, 2004) : Konsulent.
- Verden i Danmark (Max Kestner, DK, 2007) : Konsulent.

## Hædersbevisninger
Årets korte dokumentarfilm 1984.

Arne Bro modtog sammen med Anne Wivel en Robert for filmen "Motivation".
Årets korte dokumentarfilm 1986.

Arne Bro modtog sammen med Anne Wivel en Robert for filmen "De Tavse Piger".
Roosprisen 2006

Arne Bro modtog i 2006 Roosprisen, med følgende begrundelse:
- For hans aldrig svigtende evne til at kunne se, hvilket potentiale et materiale bærer på. For at kunne skimte dramaer, komedier og tragedier i selv det mest skrøbelige og spæde materiale.

- For at kunne se det, som ingen andre ser. Det, der endnu ikke er der. For at kunne se potentialet i et menneske – og vide, hvad det bestemte menneske skal møde for at kunne udfolde sit potentiale.

- For at arbejde med kærligheden som vigtigste drivkraft. En kærlighed til sine elever – både dem, der går i hans skole – og dem, der ikke gør. En kærlighed, der er utrættelig.

- Fordi han har rejst en unik dokumentarfilmuddannelse fra bunden. En uddannelse, der forkaster kritik og nedbrydning og i stedet insisterer på opbyggelighed og udvikling. En uddannelse, der ved, at eleven selv må opleve for at forstå.

Roosprisen blev etableret i 1995 med det formål at påskønne særlig bemærkelsesværdig indsats for dokumentarismen.
Tidligere prismodtagere bl.a.: Jørgen Roos, Jørgen Leth, Sami Saif, Phie Ambo, Janus Billeskov Jansen, Jon Bang Carlsen, Jesper Jargil, Anne Wivel, Tue Steen Müller og Niels Pagh Andersen.

Æresbodil 2019
Arne Bro fik i 2019 årets ”Æresbodil” med følgende begrundelse:
”Han har haft en afgørende betydning for dansk dokumentarfilms udvikling og formsprog, og vi er ikke bange for at udpege Arne Bro som en af dem, der har banet vejen for, at den danske dokumentarfilm har så markant en position i dag, også internationalt, som den har.”
”Arne Bro har givet os muligheden for at forstå begge dele bedre og vise os, hvor de mødes. For virkeligheden er forudsætningen for fiktionen. Og Arne Bro SER virkeligheden og har lært sine elever selv at se den mere klart.”